# When the Smoke Clears: Sixty 6, Sixty 1
When the Smoke Clears: Sixty 6, Sixty 1 – czwarty studyjny album amerykańskiego zespołu hip-hopowego Three 6 Mafia. Został wydany 11 kwietnia 2000 roku. Był to ich pierwszy album, który zdobył status platynowej płyty.

## Lista utworów
| #  | Tytuł                      | Goście                            | Czas |
| -- | -------------------------- | --------------------------------- | ---- |
| 1  | "Intro"                    |                                   | 0:59 |
| 2  | "44 Killers (Interlude)"   |                                   | 1:44 |
| 3  | "Sippin' on Some Syrup"    | UGK & Project Pat                 | 4:24 |
| 4  | "Weak Ass Bitch"           | La Chat                           | 2:49 |
| 5  | "Just Like Us"             |                                   | 4:16 |
| 6  | "I'm So High"              |                                   | 3:59 |
| 7  | "Mafia Niggas"             |                                   | 3:07 |
| 8  | "Hook Up W/Hoes"           |                                   | 0:41 |
| 9  | "From The Back"            |                                   | 4:04 |
| 10 | "Fuck Y'all Hoes"          |                                   | 4:01 |
| 11 | "Where The Cheese At"      |                                   | 2:31 |
| 12 | "Tongue Ring"              |                                   | 4:06 |
| 13 | "Barrin' You Bitches"      |                                   | 3:39 |
| 14 | "Whatcha Know"             | Big Gipp                          | 4:20 |
| 15 | "Act Like You Know"        |                                   | 4:11 |
| 16 | "Take A Bump"              |                                   | 2:27 |
| 17 | "Touched Wit' It"          | Fiend, La Chat & Mr. Serv-On      | 4:11 |
| 18 | "M.E.M.P.H.I.S."           | Hypnotize Camp Posse & Young Buck | 4:53 |
| 19 | "Just Another Crazy Click" | Insane Clown Posse & Twiztid      | 3:59 |
| 20 | "Who Run It"               |                                   | 4:11 |
| 21 | "Put Your Signs"           |                                   | 4:15 |
| 22 | "What's Next (Outro)"      |                                   | 1:53 |